# Al Festa
Al Festa (Roma, 8 novembre 1960) è un regista, compositore e sceneggiatore italiano.

## Biografia
Consegue gli studi classici e si diploma in musica e composizione.
Ha un'intensa attività di compositore, tastierista ed autore, realizzando colonne sonore per numerosi film, ricevendo diversi riconoscimenti internazionali, tra cui il premio Colonna Sonora. Si specializza inoltre nella regia di videoclip musicali, realizzandone oltre 150. Studia regia ed approda alla sua prima regia cinematografica con il lungometraggio rock musicale Gipsy Angel (girato nell'isola di Ibiza con Carrol Baker, Danja Gazzarra, Leo Daniel, Samantha Luck), di cui firma musiche e regia. Quindi realizza il thriller Fatal Frames - Fotogrammi mortali, sempre come regista ed autore della colonna sonora, con un cast che comprende Donald Pleasence, Rossano Brazzi, David Warbeck, Alida Valli, Ugo Pagliai, Giorgio Albertazzi, Ciccio Ingrassia, Stefania Stella, Rick Gianasi, Angus Scrimm, Linnea Quigley e gli effetti speciali dei premi Oscar Steve Johnson, Joel Harlow, Bill Corso. Il film vince vari festival di settore tra cui il Premio Speciale Lucio Fulci al Fantafestival.
Firma regia e musiche del film Progetto Sapientia sul mondo del paranormale, girato in un antico convento dell'Inquisizione con la partecipazione di noti sensitivi e del medium Fulvio Rendhell.
Nel 2013 dirige il film L'eremita, di cui compone anche la colonna sonora, una storia sul diavolo, la venuta dell'anticristo e la fine del mondo basata sul ritrovamento di uno dei più antichi vangeli mai rinvenuti: il codice purpureo.
Nello stesso anno realizza la mostra La grande luce. Padre Pio tra scienza e fede, basato sulle scoperte del dottor Giorgio Festa, medico e ricercatore.

## Filmografia

### Regista
- Metallo Italia (con Peter Ferro, 1985)
- Gipsy Angel (1992)
- Fatal Frames - Fotogrammi mortali (anche sceneggiatura, 1996)
- Progetto Sapientia (anche sceneggiatura, 2010)
- Millennium Screams (2006)
- L'eremita (anche sceneggiatura, 2012)

### Compositore
- Cop Game, regia di Bruno Mattei (1988)
- After Death (Oltre la morte), regia di Claudio Fragasso (1989)
- Nato per combattere, regia di Bruno Mattei (1989)
- Robowar - Robot da guerra, regia di Bruno Mattei (1989)
- Mediterraneo mare di vita, regia di Caterina Ponti (2011, documentario)

## Videografia

### Regista e compositore
- Miss Manhattan, di Al Festa, Francesco Puccioni (Mike Francis) ed Enrica Bonaccorti (1979)
- Été super, Kristal (1981)
- Love & Magic, Kristal (1982)
- Mango Tree, Kristal (1984)
- Kristal Christmas, Kristal (1985)
- Prince Kiss, Bianca Neve (1986)
- Wake up!, Bianca Neve (1986)
- We want the world, Bianca Neve (1986)
- Broken Heart, Bianca Neve (1986)
- Alibi, Stefania Stella (1997)
- Pensamento estupendo, Stefania Stella (1998)
- Eternal City, Stefania Stella (1999)
- Atomic Ahmadinejad, Love Army (2011)
- Love Reign on me, Emy- Lee (2014)
- Luglio-July, Alan Soul (2014)

### Regista
- Take me back, Tracy Spencer (1986)
- Winner, P4F (1987)
- Fantastico, Heather Parisi (1988)
- Rock'n'Roma, Peplum (1988)
- El Bimbo '89, Buffalo Chavan (1989)
- The Beating of my Heart, Sammy Luck (1990)
- Europa Europa, Alessandra Martinez (1990)
- L'ultima Stella, MT (2006)
- Aveva perso la testa, Ghost (2006)
- Casino Surfers, T. Scental (2013)
- Love Reign on me , Emy Lee (2015)
- No Violence, D. Parrozzani (2015)

### Compositore
- Stairway to herscher, Bauhaus, di Festa, Calabrò, Damiani, Giusti (1977–2009)
- Fallin', Kristal (1985)
- Stars on Donna, Carmen (1980)
- My sweet carillon, Dee Dee Jackson (1985)
- Batida (1985)
- Studio 54, AA. VV. (1986)
- Asian fly, Bianca Neve (1986)
- Promises d'amour, Bianca Neve (1986)
- The Beatin' of my Heart, Angel (1992)
- Deep Inside my Love, Angel (1992)
- Lo siento, Stefania Stella (1999)
- La grande luce (2000)
- Il segreto della croce (2006)
- La leggenda di Long John (2012)